# (5802) Casteldelpiano
(5802) Casteldelpiano es un asteroide perteneciente al cinturón de asteroides, región del sistema solar que se encuentra entre las órbitas de Marte y Júpiter, descubierto el 27 de abril de 1984 por Vincenzo Zappalà desde el Observatorio de La Silla, Chile.

## Designación y nombre
Designado provisionalmente como 1984 HL1. Fue nombrado Casteldelpiano en homenaje a un antiguo castillo llamado Castel del Piano ubicado cerca de Carrara, Toscana, Italia, que fue restaurado por dos grandes amantes de la astronomía y amigos del descubridor, Sabina Ruffaldi y Andrea Ghigliazza.

## Características orbitales
Casteldelpiano está situado a una distancia media del Sol de 2,272 ua, pudiendo alejarse hasta 2,626 ua y acercarse hasta 1,917 ua. Su excentricidad es 0,155 y la inclinación orbital 2,398 grados. Emplea 1250,86 días en completar una órbita alrededor del Sol.

## Características físicas
La magnitud absoluta de Casteldelpiano es 13,3. Tiene 4,894 km de diámetro y su albedo se estima en 0,378. 